# Referendo na República da Macedônia em 2018
Referendo na República da Macedônia em 2018 é uma consulta que ocorrereu na República da Macedônia em 30 de setembro de 2018  com a pergunta "Apoia a integração na União Europeia e na OTAN ao aceitar o Acordo entre a República da Macedônia e a República da Grécia?"  O referendo está relacionado com a longa disputa de 27 anos entre a República da Macedônia e a Grécia sobre o nome "Macedônia" e ocorre como resultado de um acordo com a Grécia sobre a questão que tem impedido a adesão da Macedônia à União Europeia e à OTAN.  O governo já iniciou uma campanha nas redes sociais sobre a questão do referendo.  

## Contexto
Este referendo está ligado ao conflito de mais de 27 anos entre a República da Macedônia e a Grécia com relação ao topônimo "Macedônia" e ao Acordo de Prespa assinado em 27 de junho de 2018 entre ambos os países que incluiu, dentre outras questões, a adoção de um novo nome para a República da Macedônia: "Macedônia do Norte".

## Endossos

### Voto "Sim"
Zoran Zaev e a coalizão governista iniciaram uma campanha on-line pelo voto na opção "Sim" no referendo. Muitos líderes da UE manifestaram o seu apoio à opção "Sim", uma vez que aproximaria a Macedônia da UE e da OTAN. Entre eles, Sebastian Kurz, chanceler da Áustria, que estará no país dirigindo a presidência da UE durante o referendo, incentivou o povo macedônio a votar pelo novo nome. 

### Voto "Não"
O principal partido de oposição VMRO-DPMNE ameaçou boicotar o referendo e considera o acordo com a Grécia como um "ato de traição". Também organizou protestos contra a mudança de nome. No entanto, no início de setembro, apenas algumas semanas antes do referendo, o WikiLeaks revelou que em 2008  o VMRO-DPMNE, à época no governo, estava disposto a aceitar o nome "República da Macedônia do Norte" desde que incluísse o reconhecimento da língua e da nacionalidade macedônia. Mas essa proposta foi rejeitada pela Grécia. 